# Rječica Donja
Rječica Donja (en serbe cyrillique : Рјечица Доња) est un village de Bosnie-Herzégovine. Il est situé sur le territoire de la ville de Doboj et dans la république serbe de Bosnie. Selon les premiers résultats du recensement bosnien de 2013, il compte 240 habitants.

## Géographie
Le village est situé sur la rive droite de la Bosna, un affluent droit de la Save.

## Histoire
Avant la guerre de Bosnie-Herzégovine, le village faisait partie de la municipalité de Maglaj.

## Démographie

### Évolution historique de la population dans la localité
| 1948 | 1953 | 1961 | 1971 | 1981 | 1991 | 2013 |
| ---- | ---- | ---- | ---- | ---- | ---- | ---- |
| -    | -    | 205  | 256  | 292  | 302  | 240  |

|  |

### Communauté locale
En 1991, Rječica Donja faisait partie de la communauté locale de Rječica qui comptait 785 habitants, répartis de la manière suivante :